# Уикер-Арчез
Уикер-Арчез (англ. Wicker Arches; Уикерские арки) — железнодорожный виадук в Шеффилде, Англия. Назван по улице Уикер, над которой расположена главная арка. Включён во Второй список объектов исторического наследия Англии.

## История
Виадук был построен в 1848 году для продления железной дороги Manchester, Sheffield and Lincolnshire Railway от старого терминала Бриджхаусиз до нового вокзала Виктория. Основные требования заложил Джон Фаулер, но для детальной проработки им была нанята фирма Weightman, Hadfield and Goldie. Реализацией проекта занималась компания Miller, Blackie and Shortridge. В окончательном варианте виадук состоял из 41 арки. Главная арка, пересекающая улицу Уикер, имеет длину 22 м и высоту проёма 9,1 м. Малые арки по обе стороны от неё имеют высоту 3,7 м. Их каменная кладка украшена геральдическими символами. В настоящее время многие из арки теперь скрыты зданиями поздней постройки. Официальное название сооружения — виадук Шеффилд-Виктория (Sheffield Victoria Viaduct), ранее он назывался виадук Уикер (Wicker Viaduct).
В составе Great Central Railway виадук обеспечивал подъездные пути к вокзалу Виктория. В январе 1970 года пассажирское сообщение по Вудхедской линии, соединявшей Шеффилд и Манчестер, было прекращено, и по Уикер-Арчиз ходили только грузовые поезда до Хаддерсфилда через Пенистоун. В 1980-х годов этот маршрут был изменен, и единственными поездами, проходящими по мосту, остались составы, перевозившие по воскресеньям футбольных болельщиков до стадиона «Хиллсборо», базы команды «Шеффилд Уэнсдей». В 1996 году эти поездки также прекратились. Здание вокзала Виктория и платформы были снесены в 1989 года, однако линия по-прежнему используется для доставки грузов на сталелитейный завод в Стоксбридже. В 1990 году виадук прошёл реставрацию и был включён во Второй список исторического наследия Англии. В 2007 году сооружения внесено в список строений находящихся под угрозой утраты.
В 2002 году под виадуком был подвешен мост Кобуэб, часть пешеходного маршрута Five Weirs Walk.
Весной 2006 года две западные арки виадука над Брунсвик-Роуд были заменены единым стальным пролетом.

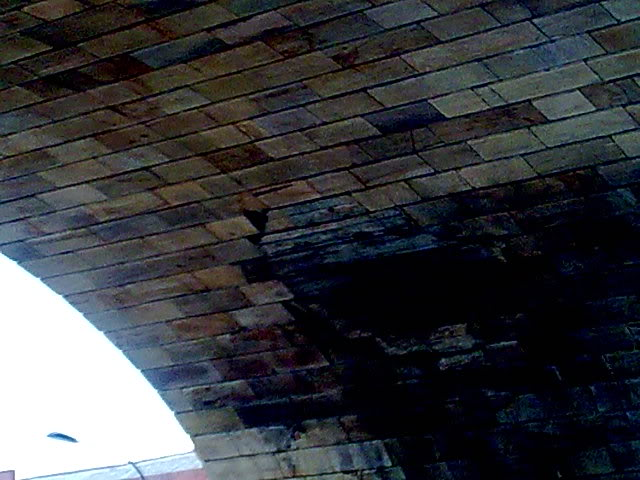
Следы ремонта повреждений, полученных при бомбардировке во время Второй мировой войны

Во время Второй мировой войны в главную арку попала бомба, но конструкция выстояла и была отремонтирована. Следы ремонта можно увидеть на левой стороне арки при движении от центра города.